# طیف‌سنجی امپدانس الکتروشیمیایی
طیف‌سنجی امپدانس الکتروشیمیایی (به انگلیسی: Electrochemical Impedance Spectroscopy، EIS) یکی از روش‌های بررسی سرعت خوردگی است.
اساس کار این روش اندازه‌گیری امپدانس جریان متناوب در دامنه‌ای از فرکانس است.

## روش کار
چند شیوه برای انجام این آزمون وجود دارد.
پتناسیل ثابت
در این روش پتانسیل کوچکی به صورت متغیر با زمان در حدود مقدار Ecorr به نمونه اعمال شده و Iex اندازه‌گیری شده و امپدانس سیستم و زاویه فاز امپدانس تعیین می‌شود. این کمیت‌ها در ارتباط با فرایندهای الکتروشیمیایی، شیمیایی و فیزیکی پیل تفسیر می‌شوند.
بسامد ثابت
در این روش بسامد ثابتی انتخاب میشود و پتانسیل روبش میکند.
گالوانی
در این آزمایش جریان ثابتی انتخاب میشود و بسامد تغییر میکند.

## تاریخچه
واربورگ اولین کسی بود که مفهوم امپدانس را به سیستم‌های الکتروشیمیایی توسعه داد. اما Epelboin و همکارانشان برای اولین بار در دهه ۱۹۶۰ میلادی آنالیز سیستم دینامیک مدرن را معرفی کردند. مانسفلد و کندیگ اولین کسانی بودند که اصطلاح «طیف‌سنجی امپدانس الکتروشیمیایی» را در مقالهٔ خود بکار بردند.

## شیوه های نمایش نتایج
دو نوع مرسوم شیوه نمایش نتایج Z , 'Z نسبت به هم و شیوه نمایش بُد است.

## کاربردها
از کاربردهای طیف‌سنجی امپدانس الکتروشیمیایی می‌توان به موارد زیر اشاره نمود:
خوردگی
تعیین سرعت، بررسی پوشش‌ها و ممانعت‌کننده‌ها و بررسی لایهٔ پسیو
پیل‌ها
مقدار شارژ، انتخاب مواد و طراحی الکترود
پوشش‌دهی الکتریکی
فرمول حمام پوشش، پیش‌عملیات سطحی، مکانیزم پوشش‌دهی و بررسی خصوصیات رسوب
نیمه‌رساناها
بررسی خصوصیات فتوولتائیک و توزیع دوپانت‌ها